# MAA-1 Piranha
MAA-1A Piranha はブラジルによって空軍と海軍のために最初に開発された短射程赤外線ホーミング空対空ミサイルである。ブラジルで運用中だったAIM-9 サイドワインダーミサイルを置き換える目的で設計され、コロンビア、インドネシア、パキスタンへ輸出された。

## 歴史
ブラジル空軍のAIM-9Bサイドワインダーミサイルを置き換える目的の空対空ミサイルの開発は1978年3月にInstituto de Aeronáutica e Espaço (IAE)で開始された。1978年以降、AIM-9Gの能力に似た兵器が確認された。計画は1981年まで続いた。計画は1982年にフォークランド紛争後にPiranhaと重複したので終了した。ブラジルの企業であるDF Vasconcellos SAはこの契約により赤外線追尾装置の開発過程を通じて光学と誘導兵器の経験を得る事が出来た。しかしながら1980年代半ばに同社は倒産して1986年にPiranha計画は破棄された。
Piranhaは1992年9月までにいくつかの作戦能力を獲得した。1993年に初期作戦能力を獲得した。MAA-1計画には1970年代の開始以降、多くのブラジルの企業が参画していたが、1990年代にはMAA-1ミサイル兵器システムを開発したMectronが最終的に担当した。
2005年、高速で牽引された赤外線標的による航空機を模擬するため南アフリカのSkua高速標的機がMAA-1Aの最終試験で使用された。

## 設計
MAA-1 Piranhaは標的のエンジンの放射する赤外線を追尾する赤外線受動誘導装置を備えた超音速短射程空対空ミサイルである。南アフリカのKentron (デネル グループ)から供給される赤外線センサーは赤外線妨害 (IRCM)を判別するため2波長を使用する。高機動性を備え50Gでの旋回が可能。Piranhaは'ファイア・アンド・フォーゲットミサイル'で一度発射したら標的に命中するまで発射した機体から追尾を続ける必要がない。レーザー信管は高性能炸薬に即応性を有する。ラファエル社のパイソン3空対空ミサイルに酷似しており、空気力学的仕様はほぼ等しい。
1990年代にMectronはPiranhamミサイルをAT-26 Xavante、F-5とミラージュIII航空機で試射した。ミサイルは1992年9月にブラジル空軍のF-5Eでの運用のために承認された。ミサイルの生産は1993年から開始されたがとされる。Piranha空対空ミサイルは同様にブラジルのAMX戦術攻撃機にも搭載され、ブラジル空軍、陸軍、海軍の近い将来の他の多くの航空機にも搭載可能である。
製造会社の技術的な仕様への助言でミサイルは50Gの機動が可能。
ロケットモーターの燃焼時間は2.1秒で最大推力は27,000ニュートンでPiranhaミサイルはマッハ2まで加速可能である。ロケットモーターは無煙推進剤を使用する。理論的な射程は8–10 km (1970年代から80年代の初期の型では4–6 km)である。運用時間は40秒である。
誘導は空気圧アクチュエータと操舵用の"カナード"を備えた比例制御による。回転制御と安定化は"ローレロン"による安定化である。Piranhaは第1段階での設計の数値項目はAIM-9Bを上回った。計画の第2段階での目標はAIM-9Eを上回った。

## 運用国
ブラジル
- ブラジル空軍
- ブラジル海軍

 コロンビア
- コロンビア空軍[3]

 インドネシア
- インドネシア空軍[4]

 パキスタン

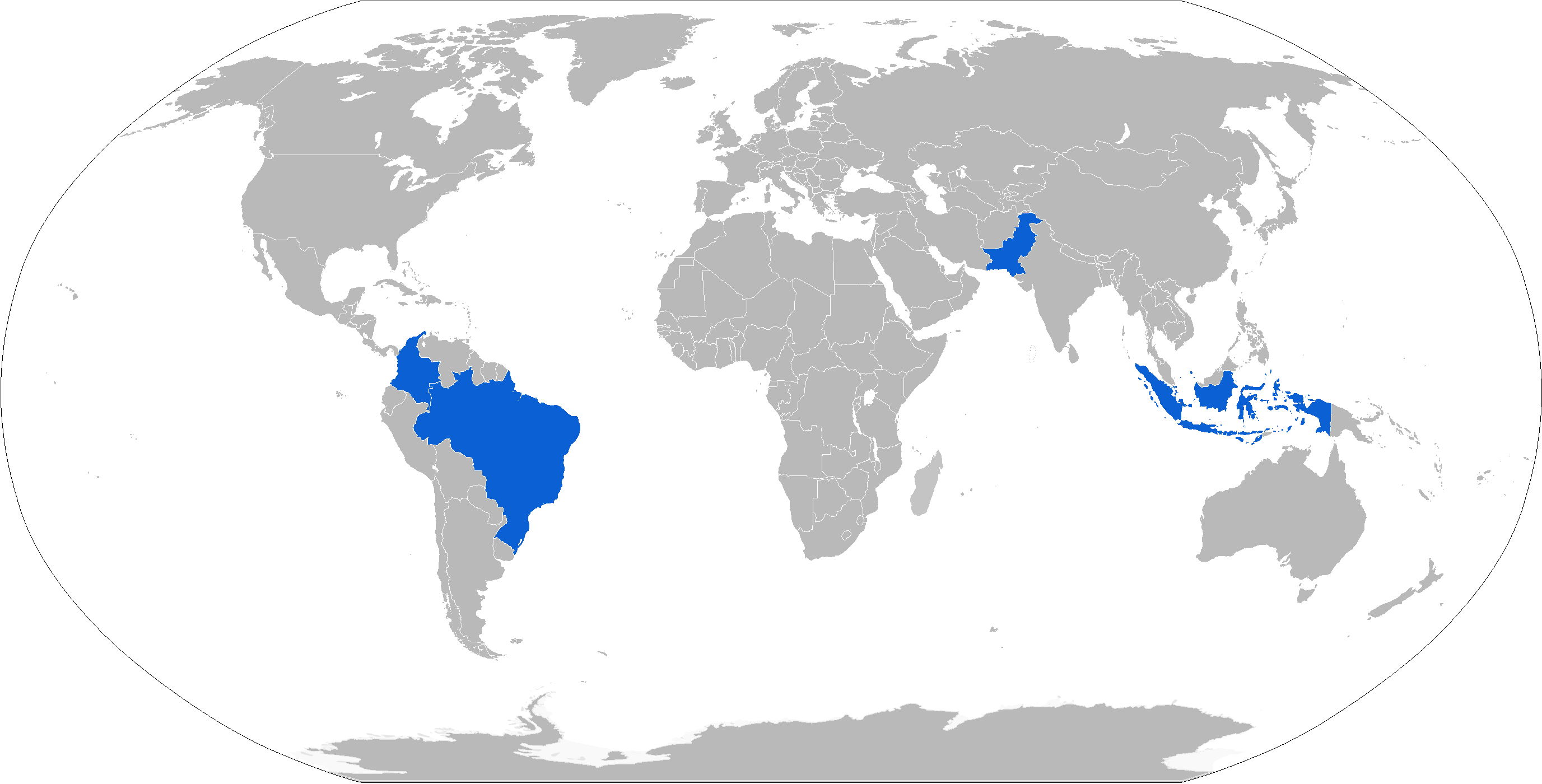
MAA-1の運用国

- パキスタン空軍 - 数は不明だがMAA-1A Piranhaが2010年6月に納入された。パキスタンによってMAA-1B Piranhaを調達するための意向書に調印された[5][6]

## MAA-1B
MAA-1A Piranhaは運用中であるものの MAA-1B Piranhaは第4世代の空対空ミサイルはMectronとエアバス・ディフェンス・アンド・スペースとの合同事業である。 計画は開発の最終段階で認証段階で40回以上の誘導飛行が2012年4月以降に完了した。量産は2013年から開始が予定される。

### 開発
新型のミサイルはブラジル空軍のF-5M、AMX A-1MとSuper Tucanoが装備する予定。
ミサイルは2色赤外線探知器を備え、70°の照準角と毎秒40°の追尾レート、と旧機種よりも50%射程が長く、同様に従来の機種よりも空気力学制御が変更されたことにより機動性が向上した。MAA-1Bは航空機のレーダーやHMDヘルメットからも照準を合わせる事が可能。

### ミサイル
Mectron / CTA / IAE / Avibrasは新型の空対空ミサイルであるMAA-1B (Bravo)をLAAD 2007の期間中に発表した。ミサイルは胴体の主構造体、弾頭、近接信管、着発信管をMAA-1A (Alpha)から流用しており残りは完全に新規に開発される。新しい2色撮像素子(UVとIR) は80%国産化され、対妨害性が大幅二に向上して(90°までの)オフボアサイト能力を備え、パイソン4に匹敵する。

### 運用国と運用予定国
ブラジル
- ブラジル空軍 - 2012年時点では唯一の運用
- ブラジル海軍 - 調達予定

 パキスタン
- パキスタン空軍によればMAA-1Bミサイルに関心を持つ[11]

### 競合機種
- Vympel R-73
- パイソン IV

## 派生機種
- MAA-1A Piranha  - 運用中
- MAA-1B Piranha - 射程が延長、機動性と対赤外線妨害 (IRCM)が改善。部品の80%がブラジル製。2008年または2009年初頭に試験が完了予定。